# Pittosporum subulisepalum
Pittosporum subulisepalum är en tvåhjärtbladig växtart som beskrevs av Hu Hsien-Hsu och Wang. Pittosporum subulisepalum ingår i släktet Pittosporum och familjen Pittosporaceae. Inga underarter finns listade.